# Född 2010
Född 2010 är en svensk dokumentärserie på TV-kanalen SVT, där man får följa en grupp med barn, som alla är födda under år 2010. Den första säsongen av programmet hade premiär i början av 2012. Född 2010 är ett långtidsprojekt där säsonger har premiär med några års mellanrum för att tittarna ska få följa utvecklingen av barnen, fram tills det att de kommer upp i tonåren/vuxenåldern. Säsong 2 och 3 av programmet hade premiär på SVT under år 2016, respektive år 2020.
I september 2024 hade en fjärde säsong av programmet premiär på SVT och SVT Play bestående av fem avsnitt. De åtta barnen blir under denna säsong tonåringar.

## Medverkande barn i programmet
Alla nämnda barns namn presenteras i bokstavsordning, detta från respektive förnamn.
- Angelo från Tidaholm
- Asher (tidigare Ronja) från Östersund
- Hilda-Li från Värmdö
- Hilma från Mölnbo
- Jack från Sollentuna
- Liam från Östhammar/Uppsala
- Ludvig från Lund
- Nicole från Rågsved/Bromma

Även ett nionde barn, barnskådespelaren Baxter Renman, har medverkat tillsammans med sin familj i Född 2010. Han och familjen medverkade i de två första säsongerna av programmet, men valde sedan efter den andra säsongen att lämna projektet.